# Franz Teyber
Franz Teyber  (* 25. August 1758 in Wien; † 21. Oktober 1810 ebenda) war ein österreichischer Komponist, Organist und Kapellmeister.

## Leben und Wirken
Franz Teyber, Bruder von Anton Teyber, bekam seine anfängliche Ausbildung durch den Vater Matthäus Teyber (1711–1785), welcher Violinist an der k.k. Hofkapelle in Wien war und absolvierte ein Studium bei Georg Christoph Wagenseil.
1786–1788 war er Dirigent der Wandertheatergesellschaft Schikaneders. 1788/89 ist er zu Karlsruhe in Diensten des Markgrafen von Baden, 1791/93 im Rheinland (Köln), 1794/95 in Regensburg und Augsburg. 1796–1798 war Franz Teyber Konzertmeister in Bern. Ende 1798 kehrte er nach Wien zurück, komponierte und dirigierte alternierend mit seinem Bruder Anton Redouten-Tänze und trat wieder mit Schikaneder in Zusammenarbeit.
Ab 1801 Musikdirektor des Theaters an der Wien, welches im gleichen Jahr am 13. Juni mit der Oper "Alexander" (Musik: Franz Teyber; Libretto: Emanuel Schikaneder) eröffnet wurde. Ab 1807 war Teyber am Theater in der Leopoldstadt.
Teyber, den man als Orgelvirtuosen mit Johann Georg Albrechtsberger verglichen hatte, wurde 1809 Domorganist von St. Stephan in Wien und am 13. August 1810 auch zum k.k. Hoforganisten berufen.
Im Jahr 1894 wurde in Wien-Penzing (14. Bezirk) die Teybergasse nach der Musikerfamilie Teyber benannt.

## Werkliste (unvollständig)
- Kyrie D (17. Aug. 1776)
- Missa De Sanctissima Trinitate Es m. großem Orch., V.u. Vc.-Solo (1806)
- Preludi per l'Organo nel Tempo della santa Messa F (1809)
- Tre Preludi per la santissima Messa D (1810)
- 6 Streichquartette
- 12 Deutsche Tänze(25. Nov. 1798 Wien, Kleiner Redouten-Saal)

### Bühnenwerke
- Laura Rosetti, Oper 3 Akte (Aug. 1785 Preßburg)
- Die Dorfdeputirten, komische Oper 3 Akte (18. Dez. 1785 Wien, Kärntnertor-Theater)
- Adelheid v. Veltheim (G. F. W. Grossmann), Singspiel 3 Akte (1788 Karlsruhe)
- Fernando u. Jariko, oder die Indianer (K.v. Eckartshausen), Singspiel 3 Akte (5. Sept. 1789 Wien-Wieden, Freihaustheater)
- Die Entführung, oder Ritter Karl v. Eichenhorst (G.A. Bürger), Schauspiel m. Gsg. 4 Akte (1793 Köln)
- Alexander (E. Schikaneder), große heroische Oper 2 Akte
- Der Schlaftrunk (Ch. F. Bretzner), komisches  Singspiel 2 Akte (12. Nov. 1801)
- Der Telegraph, oder der Neuigkeitskrämer (F.K. Gewey)
- Pfändung u. Personalarrest (E. Schikaneder), Operette (7. Dez. 1803)
- Scheredin u. Almanzor, oder die Unsterblichkeit auf der Probe (I.F. Castelli; nach dem Französischen), Singspiel 4 Akte (9. Aug. 1804)
- Der Zerstreute (Franz Xaver Huber), komische Oper 3 Akte (29. Jan. 1805)
- Andraßek u. Juraßek (F. Kees), komische Pantomime 2 Akte (20. Febr. 1807)
- Der Schiffmeister v. Straubing (C. Schikaneder), bürgerliches Lustspiel mit Gesang 3 Akte (23. Mai 1807)
- Aragis v. Benevent (J. A. Gleich), Orig.-Schauspiel mit Gesang 3 Akte (24. Okt. 1807)
- Lohn der Nachwelt (ders.), Singspiel 4 Akte (23. Nov. 1807)
- Die Vermählungsfeier Alberts v. Oesterreich, Orig.-Schauspiel mit Gesang 4 Akte (9. Jan. 1808)
- Die beyden Marillo, Schauspiel mit Gesang 3 Akte (8. Juli 1808)
- Ruthards Abentheuer, oder die beyden Sänger, romant.-kom. Oper 3 Akte (26. Juli 1808)
- Pumphia u. Kulikan (J. Perinet; bearb. nach Bemardon Kurtz), Karikatur-Oper 2 Akte (8. Okt. 1808)
- Eppo v. Gailingen (J. A. Gleich), Gemählde der Vorwelt mit Gesang 3 Akte (27. Jan. 1809)
- Das Strafgericht (J. St. v. Menner), romant. Dichtung mit Gesang 4 Akte (22. Febr. 1809)
- Der bezauberte Blumenstrauß (J. Worelly), kom. Pantomime 2 Akte (29. Aug. 1809)
- Der lebendige Postillonstiefel, oder die Luftreise des Arlequin u. der Columbina (F. Kees), Zauberpantomime 2 Akte (7. Juli 1810)
- Das Spinnerkreutz am Wienerberge, Singspiel 3 Akte (24. Aug. 1811)

### Drucke
- 3 Klavier-Quartette D, B, Es,
- 3 Son. f. Pfte. Es, B, G
- Ouvertüre  aus der Oper Alexander, Klavierauszug
- 12 Menuette C, Kl.A., u. 12 Deutsche Tänze, Klavierauszug
- Sonate in G (Pfte., V., Vc.)
- Marsch D aus der Oper Aragis v. Benevent f. Pfte.
- Favorit-Ländler D aus der Oper Die beiden Marillo f. Pfte.
- Marsch F (zugleich Lied »Ergreift die Waffen«) der k.k. Niederösterr. Landeswehre
- Orgelpräludium vor dem Kyrie C in Der vollkommene Organist